# Salvatore Fergola
Pour les articles homonymes, voir Fergola.
Salvatore Fergola, né le 24 avril 1799 à Naples et mort le 7 mars 1874 dans la même ville,  est un peintre italien, particulièrement connu pour les représentations de paysages autour de Naples. 
L'un des plus importants représentants de l'école du Pausilippe, il peint ses vedute en plein air et avec des effets de lumière en constante évolution.

## Biographie
Salvatore Fergola est l'un des neuf enfants de Luigi Fergola et de Teresa Conti. Son père est employé comme graveur à l'Institut topographique de Naples et se consacre intensivement à la peinture, mais n'atteint jamais l'art ni même le succès de son fils. Néanmoins, son père est considéré comme le fondateur d'une dynastie de peintres, car plusieurs de ses enfants deviennent des peintres à succès - outre Salvatore, ses frères comprennent le graveur Filippo et les peintres Alessandro et Francesco Fergola. Par l'intermédiaire de son père, Salvatore entre également en contact dans son enfance avec le peintre paysagiste allemand Jakob Philipp Hackert, qui l'influence fortement.
Salvatore Fergola commence sa carrière professionnelle, comme beaucoup d'autres grands peintres napolitains (tels que Giacinto Gigante ou son père), à l'Institut topographique de sa ville natale. Cependant, son grand talent de peintre est bientôt découvert et, à partir des années 1810, il se consacre de plus en plus, puis exclusivement, à la peinture. Les Bourbons, qui règnent sur Naples (ou le royaume des Deux-Siciles), remarquent également Salvatore et le promeut. En 1818, il est présenté au duc de Calabre (l'héritier napolitain du trône qui devient roi des Deux-Siciles en 1825 sous le nom de Francesco I Gennaro), qu'il accompagne l'année suivante dans une tournée en Sicile, peint diverses vues de paysages. En 1825, Salvatore Fergola est nommé peintre du cabinet royal ; en raison de la disparition imminente du royaume à la suite de la fondation de l'État italien, il est donc également considéré comme le « dernier peintre de cour » du royaume des Deux-Siciles.
En 1827, il est nommé professeur au Real Istituto di Belle Arti di Napoli (école d'art de Naples). Parmi ses élèves figurent Achille Vertunni, Ignazio Lavagna Fieschi et Giuseppe Benassai.